# Oleria amalda
Oleria amalda är en fjärilsart som beskrevs av William Chapman Hewitson 1856. Oleria amalda ingår i släktet Oleria och familjen praktfjärilar. Inga underarter finns listade i Catalogue of Life.

## Bildgalleri

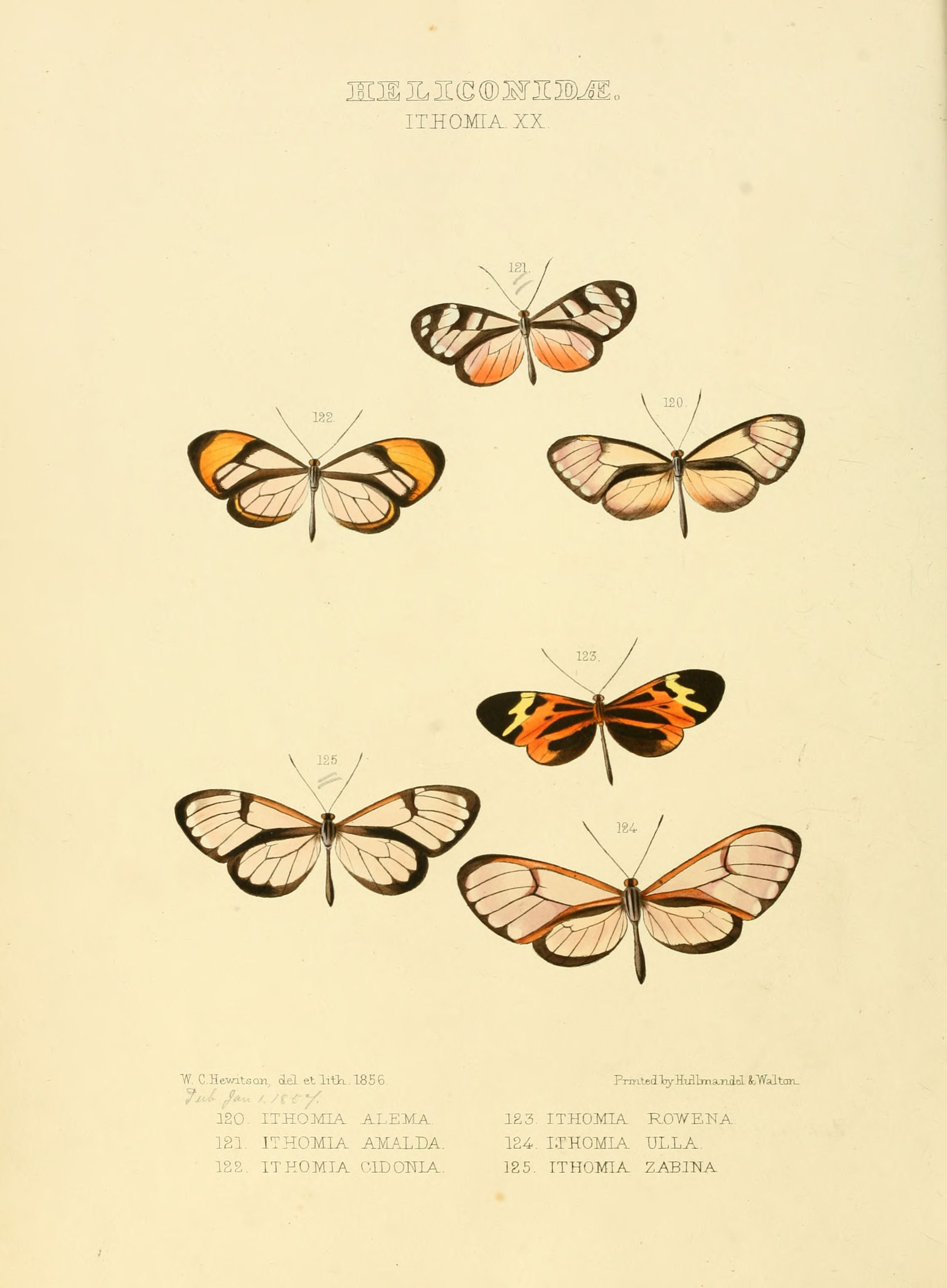